# ヴェネツィア国際映画祭 審査員大賞
ヴェネツィア国際映画祭 審査員大賞（ヴェネツィアこくさいえいがさい しんさいんたいしょう、イタリア語: Leone d'argento - Gran premio della giuria、英語: Silver Lion - Grand Jury Prize）は、ヴェネツィア国際映画祭の作品賞の一つ。2013年（第70回ヴェネツィア国際映画祭）から審査員と冠された賞が2つに増えたことで設けられた。
日本の作品としては『悪は存在しない』(濱口竜介監督)が受賞している。

## 概要
金獅子賞に次ぐ第2席の作品に与えられる。2012年（第69回）までは第2席の作品には審査員特別賞（年によっては審査員大賞の名称が使われた）が与えられた。2013年（第70回）からは、第2席に審査員大賞、第3席に審査員特別賞が授与されている。
2016年（第73回）からは名称に銀獅子が付き、銀獅子 審査員大賞

となっている。これにより、銀獅子賞は2012年（第69回）までは監督に授与される賞だったが、2013年（第70回）から銀獅子賞は監督賞と審査員大賞の2つとなった。

## 受賞作品
| 開催年 | 受賞作                                                | 監督                                        | 製作国                                                   |
| ------ | ----------------------------------------------------- | ------------------------------------------- | -------------------------------------------------------- |
| 2013年 | 郊遊 <ピクニック> 効遊                                | ツァイ・ミンリャン                          | 台湾 フランス                                            |
| 2014年 | ルック・オブ・サイレンス The Look of Silence          | ジョシュア・オッペンハイマー                | デンマーク フィンランド インドネシア ノルウェー イギリス |
| 2015年 | アノマリサ Anomalisa                                  | デューク・ジョンソン チャーリー・カウフマン | アメリカ合衆国                                           |
| 2016年 | ノクターナル・アニマルズ Nocturnal Animals            | トム・フォード                              | アメリカ合衆国                                           |
| 2017年 | 運命は踊る פוֹקְסטְרוֹט                                   | サミュエル・マオズ                          | イスラエル ドイツ フランス スイス                        |
| 2018年 | 女王陛下のお気に入り The Favourite                    | ヨルゴス・ランティモス                      | アイルランド アメリカ合衆国 イギリス                     |
| 2019年 | オフィサー・アンド・スパイ J'accuse                   | ロマン・ポランスキー                        | フランス イタリア                                        |
| 2020年 | ニューオーダー Nuevo Orden                            | ミシェル・フランコ                          | メキシコ                                                 |
| 2021年 | Hand of God -神の手が触れた日- È stata la mano di Dio | パオロ・ソレンティーノ                      | イタリア                                                 |
| 2022年 | サントメール ある被告 Saint Omer                      | アリス・ディオップ                          | フランス                                                 |
| 2023年 | 悪は存在しない Evil Does Not Exist                    | 濱口竜介                                    | 日本                                                     |